# Johann Heinrich Kynast

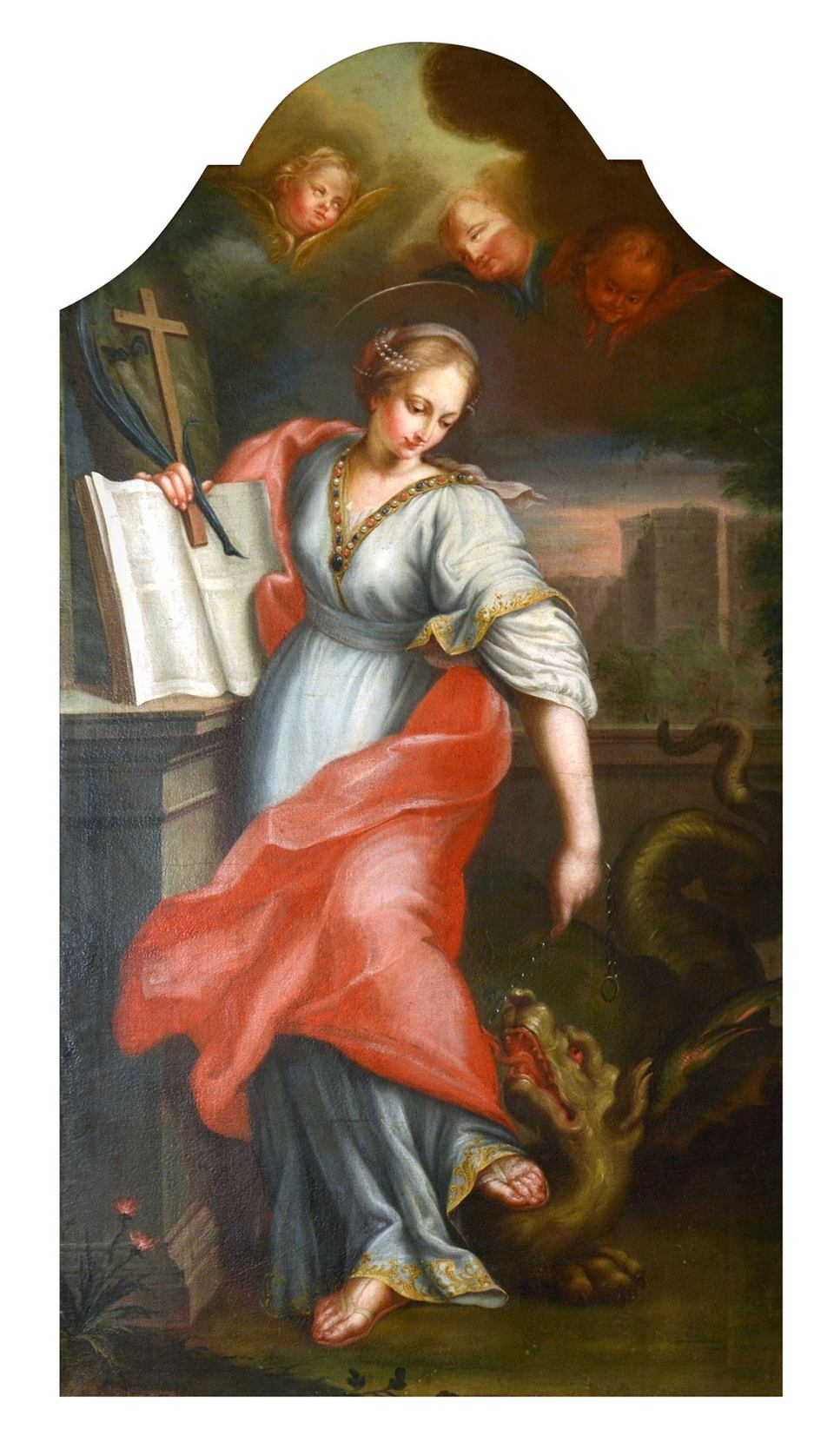
Heilige Margareta

Johann Heinrich Kynast (oder Kühnast, * in den 1720er Jahren in Leubus, Herzogtum Wohlau; † 1792 in Breslau, Fürstentum Breslau) war ein in Schlesien tätiger deutscher Kirchenmaler. Seine Schwerpunkte waren die Öl- und die Wandmalerei.

## Leen
Kynast war Schüler des aus Holland stammenden Barockmalers Christian Philipp Bentum der u. a. im Kloster Leubus tätig war. Seine Ehefrau Hedwig Kynast, Tochter des Bildhauers Franz Joseph Mangoldt, war ebenfalls Malerin. Die von ihr erstellten Altarblätter der hll. Karl Borromäus und Johannes Nepomuk in der Breslauer Kreuzkirche werden ihrem Ehemann als Jugendwerke zugeschrieben.
1757 wurde Kynast zum Vorstand der Breslauer Malergilde gewählt. Zudem war er Rektor der jesuitischen Marianischen Kongregation an der St.-Martins-Kirche.
Vor 1769 porträtierte Kynast den preußischen Etatminister von Schlesien Ernst Wilhelm von Schlabrendorf.
Zu seinen Schülern gehörten u. a. seine Söhne Johann Carl Kynast und Christian Ferdinand Kynast sowie Johann Friedrich Schneider und Johann Joachim Simmerock.